# Сан Костантино (Месина)
Сан Костантино је насеље у Италији у округу Месина, региону Сицилија.
Према процени из 2011. у насељу је живело 1 становника. Насеље се налази на надморској висини од 470 м.